# Sân bay Menongue
Sân bay Menongue (IATA: SPP, ICAO: FNME) là một sân bay ở Menongue, Angola.

## Hãng hàng không và điểm đến
| Hãng hàng không      | Các điểm đến |
| -------------------- | ------------ |
| TAAG Angola Airlines | Luanda       |